# 徐承錦

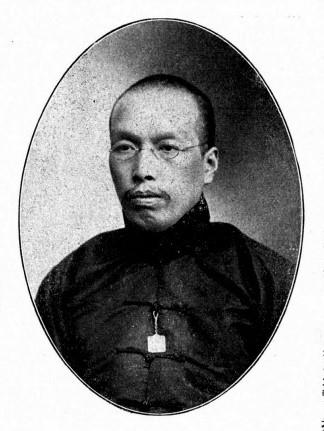
《民国之精华》刊登的徐承錦照片

徐承錦（1875年—？）字尚之，贵州铜仁人，清朝及中华民国官员。

## 生平
徐承錦是1897年丁酉优贡。京师大学堂仕学馆毕业。历任户部主事，民政部员外郎、参事、左参议，记名签取知府，记名御史。
中华民国成立后，他历任国会参议院议员，司法部秘书，肃政厅肃政史，平政院评事。
1915年5月，袁世凱接受日本提出的《二十一條》不平等條約，舉國譁然。由莊蘊寬領銜，其他肅政史夏壽康、徐承錦、夏寅官、張超南、江紹傑、雲書、方貞、程崇信、傅增湘等聯名上救亡條陳。

## 著作
- 徐承錦，銅仁徐氏先世事略，1939 年铅印本